# شوزنجی، شیزوئوکا
شوزنجی، شیزوئوکا (به لاتین: Shuzenji) یک منطقهٔ مسکونی در ژاپن است که در ناحیه چوبو واقع شده‌است. شوزنجی ۱۶٬۳۲۸ نفر جمعیت دارد.